# Panzerbrigade 39
Die Panzerbrigade 39 „Thüringen“ war eine Brigade des deutschen Heeres mit Sitz des Stabes in Erfurt. Die Brigade wurde 2001 aufgelöst und war bis dahin in Thüringen und Hessen zunächst als Brigade der 13. Panzergrenadierdivision, später 5. Panzerdivision, stationiert.

## Geschichte
1990 wurde die 4. MotSchützendivision der NVA als Heimatschutzbrigade 39 zum 1. Januar 1991 neu aufgestellt. Aus ehemaligen NVA-Einheiten wurden das Panzergrenadierbataillon 391, Panzergrenadierbataillon 392, das Panzerbataillon 393, das Panzerbataillon 394, die Panzerpionierkompanie 390, die Panzerjägerkompanie 390 in Bad Salzungen in der Werratal-Kaserne und die Panzeraufklärungskompanie 390 in Gotha als Einheiten der Brigade neu aufgestellt. Später folgten das nach Erfurt verlegte Panzerartilleriebataillon 395. Bereits 1991 wurde der Beiname „Thüringen“ verliehen. 1995 wurde die Heimatschutzbrigade 39 in Panzerbrigade 39 umbenannt und dem Wehrbereichskommando VII / 13. Panzergrenadierdivision unterstellt. Als das Wehrbereichskommando VII / 13. Panzergrenadierdivision 1996 wieder aufgeteilt wurden, wechselte die Panzerbrigade 39 zum Wehrbereichskommando IV/5. Panzerdivision. Der Brigade wurden im selben Jahr das Panzergrenadierbataillon 52 (Rotenburg) sowie das Panzerartilleriebataillon 2 in Hessisch Lichtenau unterstellt. Das Panzerartilleriebataillon 2 wurde aus dem Panzerartilleriebataillon 395 gebildet. 1996 wurden dafür das Panzergrenadierbataillon 392 und das Panzerbataillon 394 außer Dienst gestellt. 1997 wurde die Feldersatzkompanie 390 als Geräteeinheit neu aufgestellt. 2001 wechselten das Panzerbataillon 393 und die Panzerpionierkompanie 390 der Jägerbrigade 37 zurück zur Brigade. Dafür wurden das Panzergrenadierbataillon 52 und Panzerartilleriebataillon 2 zur Panzerbrigade 14 abgegeben. 2001 wurde die Brigade außer Dienst gestellt.
Teile der Brigade wurden 1998 im 1. Folgekontingent in Bosnien-Herzegowina und 1999/2000 im Kosovo eingesetzt.

## Verbandsabzeichen
Das Verbandsabzeichen entspricht dem Thüringer Landeswappen. Das Wappen zeigt im lasurblauen Schild den viermal gleich breit rot-silbern gestreiften, golden bewehrten und gekrönten Bunten Löwen der Ludowinger, umgeben von acht silbernen Sternen. Es ist darüber hinaus dem Landeswappen Hessens ähnlich. In Hessen waren zwar nicht bei Gründung aber später ebenfalls Teile der Brigade stationiert. Damit griff die Brigade nicht die heraldischen Symbole der ihr ursprünglich übergeordneten Division auf wie dies für die Brigaden der Bundesrepublik vor 1990 üblich war. Auch war ihr Wappenschild von einer silbernen Kordel mit eingeflochtenem schwarzen Wappen umrandet. Auch diese Umrandung war bis 1990 nicht üblich für eine bundesdeutsche Brigade, sondern war vor allem den Divisionen vorbehalten. Ein Grund mag die Aufstellung als Heimatschutzbrigade sein, die sich in ihrer heraldischen Darstellung nicht an der Wappensystematik des Feldheeres orientierte. Vielmehr stand vermutlich der territoriale Aspekt im Vordergrund, so dass die Brigade auf das Wappen ihrer „Heimat“ zurückgriff.

## Kommandeure
Die Heimatschutz- später Panzerbrigade 39 wurde kommandiert von:
| Nr. | Name                                 | Beginn der Berufung | Ende der Berufung  |
| --- | ------------------------------------ | ------------------- | ------------------ |
| 5   | Brigadegeneral Günter Weiler         | 5. September 1997   | 30. September 2001 |
| 4   | Brigadegeneral Wolfgang Schneiderhan | 14. September 1994  | 4. September 1997  |
| 3   | Brigadegeneral Hans-Christian Beck   | 30. April 1993      | 13. September 1994 |
| 2   | Brigadegeneral Norbert van Heyst     | 22. März 1991       | 29. April 1993     |
| 1   | Brigadegeneral Bernd Albert          | 3. Oktober 1990     | 21. März 1991      |